# زنشت
زنشت (به آلمانی: Senst) یک منطقهٔ مسکونی در آلمان است که در کسویگ واقع شده‌است. زنشت ۲۳۹ نفر جمعیت دارد.